# Erwin Madelung

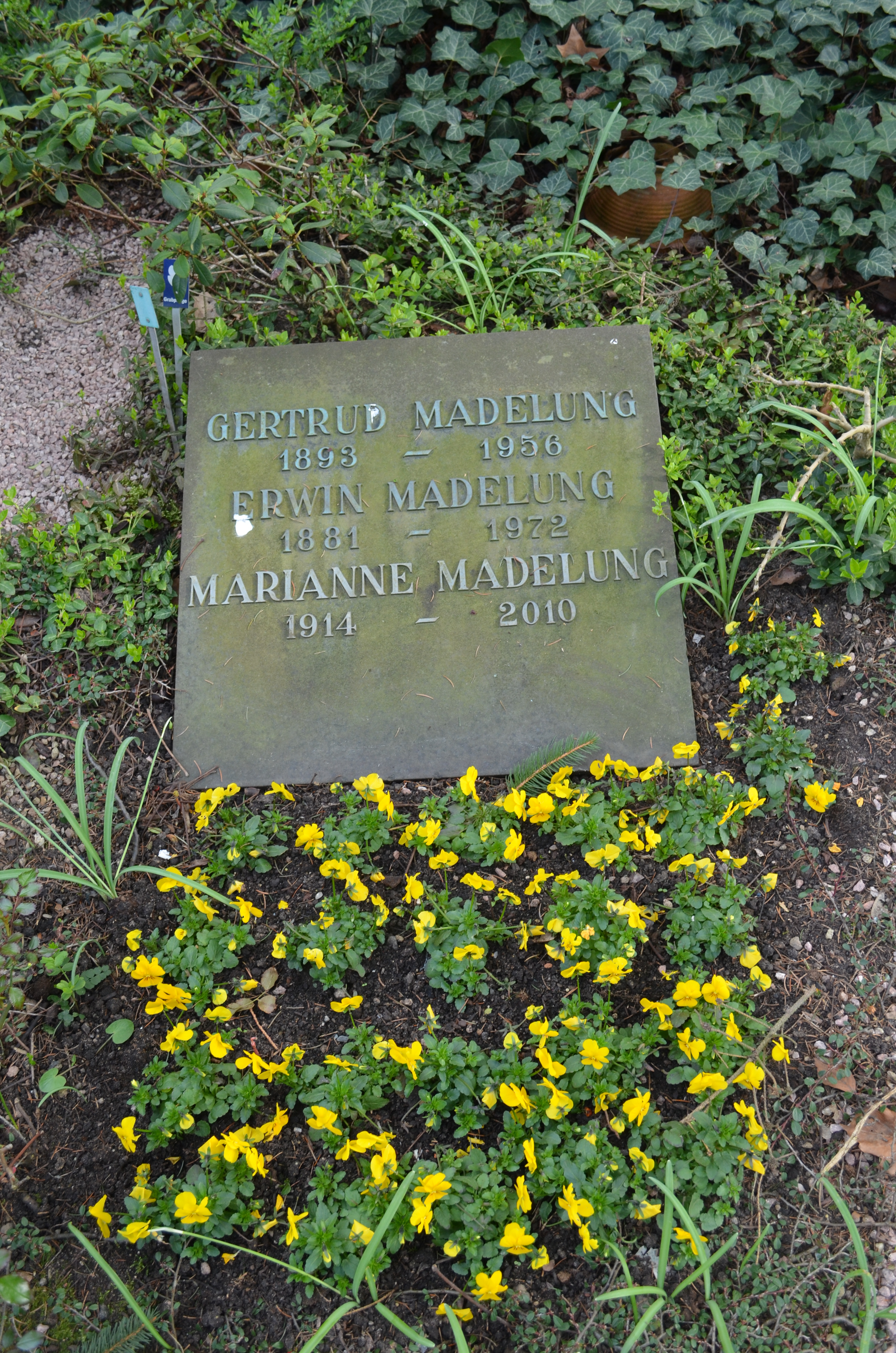
Grab von Erwin Madelung auf dem Frankfurter Hauptfriedhof

Erwin Madelung (* 18. Mai 1881 in Bonn; † 1. August 1972 in Frankfurt am Main) war ein deutscher Physiker aus der Familie Madelung.

## Leben und Werk
Erwin Madelung wuchs in Bonn, Rostock und Straßburg auf, wo sein Vater Otto Madelung (1846–1926) Direktor der chirurgischen Universitätsklinik war, bevor das Elsass 1918 wieder französisch wurde. Sein Abitur machte er am renommierten Protestantischen Gymnasium in Straßburg, das zahlreiche spätere Hochschullehrer hervorbrachte. Erwin Madelung ist jüngerer Bruder des Chemikers Walter Madelung (1879–1963) und älterer des Flugzeugingenieurs Georg Madelung (1889–1972). Seine Halbschwester Tussa (eigentlich: Auguste Eleonore) Madelung heiratete 1922 seinen Göttinger Kollegen, den Experimentalphysiker Robert Wichard Pohl (1884–1976).
Erwin Madelung studierte Physik in Kiel, Zürich und Straßburg und promovierte 1905 in Göttingen bei Hermann Theodor Simon (1870–1918) zum Dr. phil. Nach einer fast einjährigen Weltreise kehrte er an die Universität Göttingen zurück und beschäftigte sich vor allem mit der Kristallstruktur von Festkörpern. 1908 wurde er Assistent von Eduard Riecke. 1912 habilitierte er sich in Göttingen. In dieser Zeit entwickelte er die nach ihm benannte Madelung-Konstante für Ionengitter, die für jeden Typ von Kristallgitter die elektrostatischen Wechselwirkungen mit allen Ionen des Kristalls charakterisiert. 1918 wurde er zum Professor ernannt, nachdem er während des Ersten Weltkriegs im Pionierregiment 35 gedient hatte.
Nach kurzen Professuren in Kiel und Münster wurde er 1921 als Nachfolger von Max Born an die Universität Frankfurt berufen, wo er bis 1949 den Lehrstuhl für Theoretische Physik innehatte und bis 1953 Vorlesungen hielt. Dort befasste er sich vor allem mit Themen der Atomphysik und Quantenmechanik. Hier entwickelte er die Madelunggleichungen.
1923 wurde er zum korrespondierenden Mitglied der Göttinger Akademie der Wissenschaften gewählt. Seit 1942 war er Mitglied der Heidelberger Akademie der Wissenschaften.
Sein Sohn Otfried Madelung war ebenfalls Professor für theoretische Physik (in Marburg).

## Werke
- Magnetisierung durch schnell verlaufende Stromvorgänge mit Rücksicht auf Marconis Wellendetektor. Göttingen, Univ., Phil. Fak., Diss., 1905.
- Die mathematischen Hilfsmittel des Physikers, Springer Verlag, Berlin 1922, ISBN 978-3-662-41679-2. Weitere Auflagen: 1925, 1935, 1950, 1953, 1957, 1964.